# M30 Luftwaffe
 (mars 2011).
Si vous disposez d'ouvrages ou d'articles de référence ou si vous connaissez des sites web de qualité traitant du thème abordé ici, merci de compléter l'article en donnant les références utiles à sa vérifiabilité et en les liant à la section « Notes et références ».

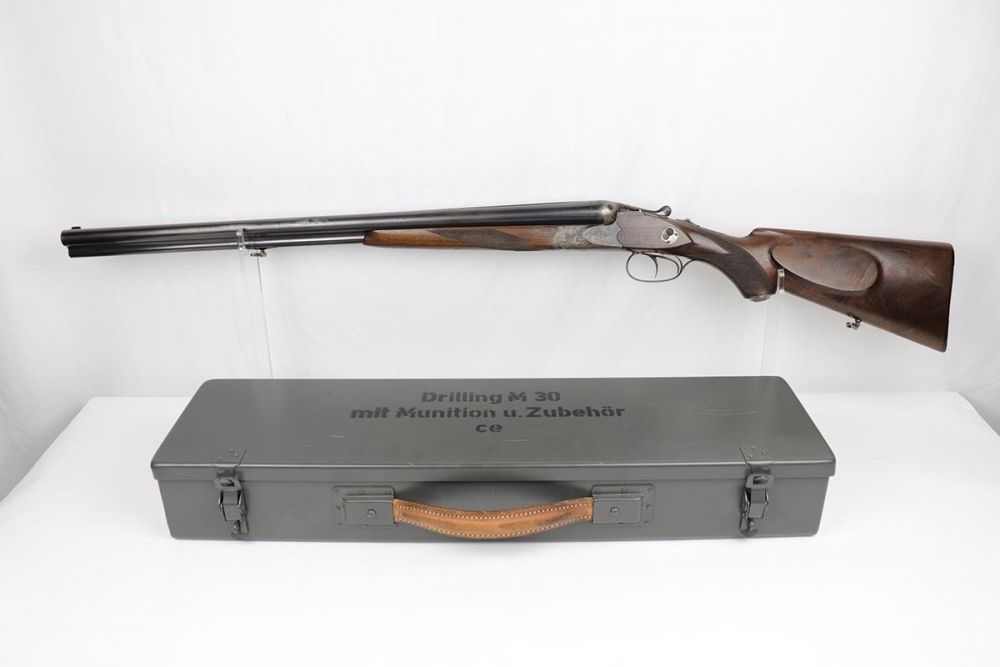
M30 Luftwaffe drilling

Le M30 Luftwaffe « Drilling » (à canon triple) était une arme produite pour les pilotes allemands pendant la Seconde Guerre mondiale, notamment de bombardiers en Méditerranée, Afrique du Nord, et Asie. Il devait être utilisé au cas où le pilote serait abattu, pour se défendre et chasser du gibier jusqu'à ce que les secours arrivent. Le M30 Luftwaffe était produit en 1941 et en 1942. 2456 M30 furent fabriqués par la firme allemande JP Sauer.
Pour une polyvalence maximum, le M30 était chambré suivant deux calibres : calibre 12 ou 16 et pour la cartouche de fusil 9,3 × 74 mm.